# 货币战争
《貨幣戰爭》為宋鸿兵编著系列書籍。《货币战争1：阴谋天下》內容為歐美近代金融發展史，作者認為從滑铁卢战役、美國獨立戰爭、南北戰爭，到美國多名總統被刺殺、以至經濟大蕭條，全部由罗斯柴尔德家族所領導的犹太國際銀行家在背後操控。他們透過策劃和資助暗殺、戰爭、經濟蕭條而獲得巨大利潤，並進一步掌握貨幣發行權，控制世界的經濟和政治命脈。編者提出中華人民共和國應該重回金本位，嚴防國際銀行家入侵，以免中華人民共和國經濟受到外國勢力操控。
该书最初在网上发表，之後纸本書籍由中信出版社出版，是當時大陆经济类的第一畅销书，到2009年2月已達到第25印次。2008年10月，金融海嘯席捲全球之際，遠流出版社發行了《貨幣戰爭》繁體中文版。2007年出版時，因內容大膽和情節豐富而受到關注。書中受到矚目的内容包括不少商業會議均特別設立研討會講述貨幣戰爭，從德國之聲到美國之音均注意到該書的內容對中國的影響。
2009年8月1日出版發行《货币战争2：金权天下》，於2011年出版發行《货币战争3：金融高边疆》，於2012年1月出版發行《货币战争4:战国时代》，於2013年12月出版發行《货币战争5:山雨欲来》。

## 主要內容
编者认为1972年尼克松总统取消美元金本位是一场「巨大的阴谋」，单单依靠社會信用體系发行的美元（美聯儲券）无法维持较低的通货膨胀率。
他预言由于美元的发行过量，未来美元会剧烈贬值，而黄金价格会急速上升。因而中国「未来的应对策略」应是把人民币与黄金掛钩。这一观点与提出「次级金本位」的经济学家刘军洛有相似之处。
此書指出在現今主流金融體系，在過度的信貸之下產生的問題，甚至出現了的國家危機；提出以非信用為基礎的貨幣運行模式，以免中國在經濟上重踏美國和歐洲各國的舊路。

## 評價
2007年12月10日，第25期《財經》雜誌刊登了高盛集團董事總經理胡祖六所寫的《子虛烏有的「貨幣戰爭」》 的文章，批駁宋鴻兵的觀點。由於胡身份特殊，此事引起了質疑。
耶魯大學管理學院金融經濟學教授陳志武認為該書編者對現代金融概念，金融交易和金融市場的理解非常欠缺。此外，郎咸平在各地演講和採訪節目中多次批評《貨幣戰爭》一書的觀點偏於輕微，實際的國際掠奪情況應更為嚴重“就是一本小说，而且写的都不对”。
俄亥俄州托雷多大學的經濟學教授張欣曾指出，這本書中有很多常識性的錯誤，例如說美聯儲是一間私人中央銀行，但聯儲局的私人銀行成員其實沒有任何發言權，最高決策機構是由7名成員組成的董事會，這些人都是美國總統任命的，而且任命者不能與任何私人銀行存在利益衝突。不過書中指出，雖然董事會成員的確由美國總統任命，但董事會卻未有真正的決策權力，真正的決策權力被一個由勢力及影響力極大的銀行家組成的「聯邦諮詢委員會」所擁有。簡言之，美國總統需經歷政黨更替，而被認為有較好經濟政策彈性以符合當時的民意需求，但美聯儲基於整體經濟專業的獨立判斷設計，必須有較長遠的貨幣政策的連貫，例如老布希與葛林斯潘兩者對貨幣政策產生的矛盾對立，最後葛林斯潘雖贏得勝利，不禁讓人懷疑所謂的「美國總統任命」背後的實質權力，顯示貨幣發行權的問題在近代仍未解決。
書中形容罗斯柴尔德家族操控過去數百年全球政局時，斷言該家族在1850年有60億美元資金，以每年6％回報計算，該家族今天已有50萬億美元，但作者僅是以複息計算，並無實證佐證。按照該複息計算，貨幣戰爭推出翌年，該家族財富又增長了3萬億美元，約相當於中國該年的國民生產總值。而40年後，該家族一年的財富增長更高達28萬億元，較美、日、中、德、法於2009年國民生產總值的總和還要高。
一些國外媒體如德國之聲中文網、美國之音中文網、華盛頓郵報報導該書。其中，德國之聲的評論文章表示了對書中論調的擔憂。
作者的經濟知識也受到質疑。書中批評有新加坡政要質疑成立亞洲基金後，可能引發道德風險，作者批評：「讓自己和自己的鄰居擁有在慘遭劫掠的情況下相互幫助的起碼權力，何以能產生道德風險？如此有風險的道德又是誰家的道德？」這評論被指扭曲「道德風險」（Moral Hazard）這一經濟學術語。該术语指，如果受保人所做的行為，後果是由擔保人承擔，受保人會从事更高风险的活動，令擔保人面臨更大風險。承保人沒有方法約束受保人，只能依靠受保人自己的道德水准来约束。新加坡政要的观点是，成立亞洲基金（承保人）後，亞洲各國（受保人）可能會更無後顧之憂從事更高風險的金融活動，引发更大的危机。

### 抄襲的指控
隨著《貨幣戰爭：陰謀天下》熱賣，一些讀者開始提出該書內容其實抄自一套1995年記錄片《金錢主人》，兩者在目錄、內容、情理推演上如出一轍，但前者主要將貨幣操控陰謀歸咎在一幫國際銀行家上，《貨幣》一書則更著眼於罗斯柴尔德家族。而宋鴻兵在書中從未提及該紀錄片，他亦只以「編著」一詞交代他在《貨幣》一書上的角色。
中國經濟學者茅于轼與香港作家梁文道均指稱該書有抄襲之嫌。此外，根据網路上的討論與考证，有網友指書中關於羅特希爾德家族這一段，抄襲了Des Griffin和Chapter Five合著的《Descent Into Slavery》一書，而《貨幣戰爭》中關於美國聯邦儲備委員會誕生的歷史，也和一個宣揚美聯儲陰謀論的網站中的細節一模一樣。而宋鴻兵關於「美元的發行過量，未來美元會劇烈貶值，而黃金價格會急速上升」的預言，和提出「次級金本位」的經濟學者劉軍洛有相似之處。